# El noticiero de Santo
El noticiero de Santo fue un noticiero argentino emitido por Canal 13, de lunes a viernes a las 13:00 horas (UTC -3). Era conducido por Santo Biasatti y Silvia Martínez Cassina. Contaba con los columnistas Marcelo Fiasche en deportes, Catalina Dlugi en espectáculos, Enrique Sdrech en policiales, Fernando Confessore en el pronóstico del tiempo y Mirta Tundis en información para jubilados.
Este informativo se destacaba por repasar en profundidad los temas del acontecer diario, con móviles en vivo e información al instante.

## Historia
Entre 1981 y 1989 pasaba Realidad '81 a Realidad '89 que luego pasó a llamarse Redacción Abierta hasta julio del mismo año. Antes de 1990, el canal era estatal y tenía como noticiero del mediodía a Canal 13 Informa, cuando se privatiza, en 1990, pasa a manos de Artear y el noticiero cambia a Teledía 13 en 5 de marzo de 1990. Ese noticiero duró hasta diciembre de 1991.
Entre 1992 y 1994, cambiaron todos los nombres, como Adelanto de noticias. En 1993 y 1994 se emitió el micronoticiero Noticias en 1 minuto hasta 1995. Entre 1995 y 1997, el espacio del noticiero del mediodía fue cancelado. El 19 de mayo de 1997 regresa con Síntesis del mediodía, de 12 a 12:30 (UTC-3).
Antes de marzo de 1998, no había noticieros a las 13, se emitía Síntesis del mediodía de 12 a 12:30 (UTC-3), fue iniciado como un micronoticiero de 15 minutos, en ese mismo horario que se inició con ese nombre en 1998, transmitía en su lugar 360 todo para ver hasta el 1° de diciembre de 1995. En 1996 se emitía la telecomedia Como pan caliente, en 1997 Fórum, la corte del pueblo y en 1998 se emitía Móvil 13 hasta el 6 de marzo de 1998.
El 9 de marzo de 1998, nació El noticiero de Santo, para reemplazar a Síntesis del mediodía (que tendría un breve regreso en 2002 conducido por Débora Pérez Volpin), con una hora de duración y en el horario de las 13:00 (UTC -3), a diferencia de los anteriores. El noticiero, al igual que Síntesis del mediodía tenía un estudio virtual.
En mayo de 2000, cambió su gráfica, estudio y cortina musical. Además, pasa al pequeño mirador vidriado de Canal Trece.
En septiembre de 2003, cambió toda su gráfica y cortina musical, tras la llega del programa Otro tema en Todo Noticias, en mayo del mismo año y después de la muerte del periodista Enrique Sdrech.
El 19 de diciembre de 2003, Santo Biasatti se despidió del noticiero del mediodía junto a Silvia Martínez Cassina para trasladarse a Telenoche el año siguiente. 
Llegó a su fin el 27 de febrero de 2004, debido al cambio de nombre y conducción.
El 1° de marzo de 2004, fue reemplazado por El noticiero del Trece, conducido por Silvia Martínez Cassina y Luis Otero, como parte de la renovación de los noticieros del canal, quienes durante 15 años condujeron juntos este noticiero hasta que el 22 de marzo de 2019 Otero abandonó la emisora con el motivo de su candidatura a intendente del partido de Avellaneda (fue reemplazado por Sergio Lapegüe). Este noticiero se contaba con noticias: El ciudadano, Vecinos olvidados, Jubilados, entre otros.

## Muerte de Enrique Sdrech en agosto de 2003
Murió el 23 de agosto de 2003 como consecuencia de un cáncer, después de una carrera de más de medio siglo en la cobertura de casos policiales. 
Se retiró Santo Biasatti el día 19 de diciembre de 2003 del noticiero del mediodía y de la medianoche En síntesis, el mismo que se retiraron Mónica Cahen D'Anvers y César Mascetti en Telenoche por los cambios de nombres del próximo año. 

## Presentaciones
- Marzo 1998-Abril 2000: En un fondo azul, Un círculo azul dividido en 4 partes con una "S" dorada y el texto "EL NOTICIERO DE", y debajo la palabra SANTO en tipografia Aero Oblique.
- Mayo 2000-Agosto 2003: El mismo logo pero con líneas naranjas y azules, con el texto "EL NOTICIERO DE", y con un círculo azul la "S" formando el texto "Santo".
- Septiembre 2003-Febrero 2004: La "S" con círculo, pero modernizado; primero con fondo celeste, blanco, y franjas rojas, y después con fondo blanco y rojo. Abajo dice la frase EL NOTICIERO DE SANTO.